# José Luis Cabión
José Luis Cabión Dianta (ur. 11 lutego 1983 w San Antonio) – chilijski piłkarz występujący na pozycji pomocnika. Zawodnik klubu CSD Colo-Colo.

## Kariera klubowa
Cabión zawodową karierę rozpoczynał w 2004 roku w zespole Deportes Melipilla. Jego barwy reprezentował przez 4 sezony. W 2007 roku trafił do CSD Colo-Colo. W tym samym roku zdobył z nim mistrzostwo fazy Clausura. Sezon 2008 spędził na wypożyczeniu w Evertonie Viña del Mar, z którym wywalczył mistrzostwo fazy Apertura. W sezonie 2009 przebywał na wypożyczeniu w Santiago Morning, a w sezonie 2010 w Cobresalu. Od 2011 roku ponownie występuje w Colo-Colo.

## Kariera reprezentacyjna
W reprezentacji Chile Cabión zadebiutował 9 maja 2007 roku w wygranym 3:0 towarzyskim meczu z Kubą. W tym samym roku został powołany do kadry na Copa América. Na tamtym turnieju, zakończonym przez Chile na fazie grupowej, zagrał tylko w pojedynku z Brazylią (1:6).